# Apalit
Apalit ist eine philippinische Stadtgemeinde in der Provinz Pampanga. Sie hat 107.965 Einwohner (Zensus 1. August 2015).

## Baranggays
Apalit ist politisch in zwölf Baranggays unterteilt.
- Balucuc
- Calantipe
- Cansinala
- Capalangan
- Colgante
- Paligui
- Sampaloc
- San Juan (Pob.)
- San Vicente
- Sucad
- Sulipan
- Tabuyuc (Santo Rosario)